# Pierre Delcourt (écrivain)
Pour les articles homonymes, voir Pierre Delcourt et Delcourt.

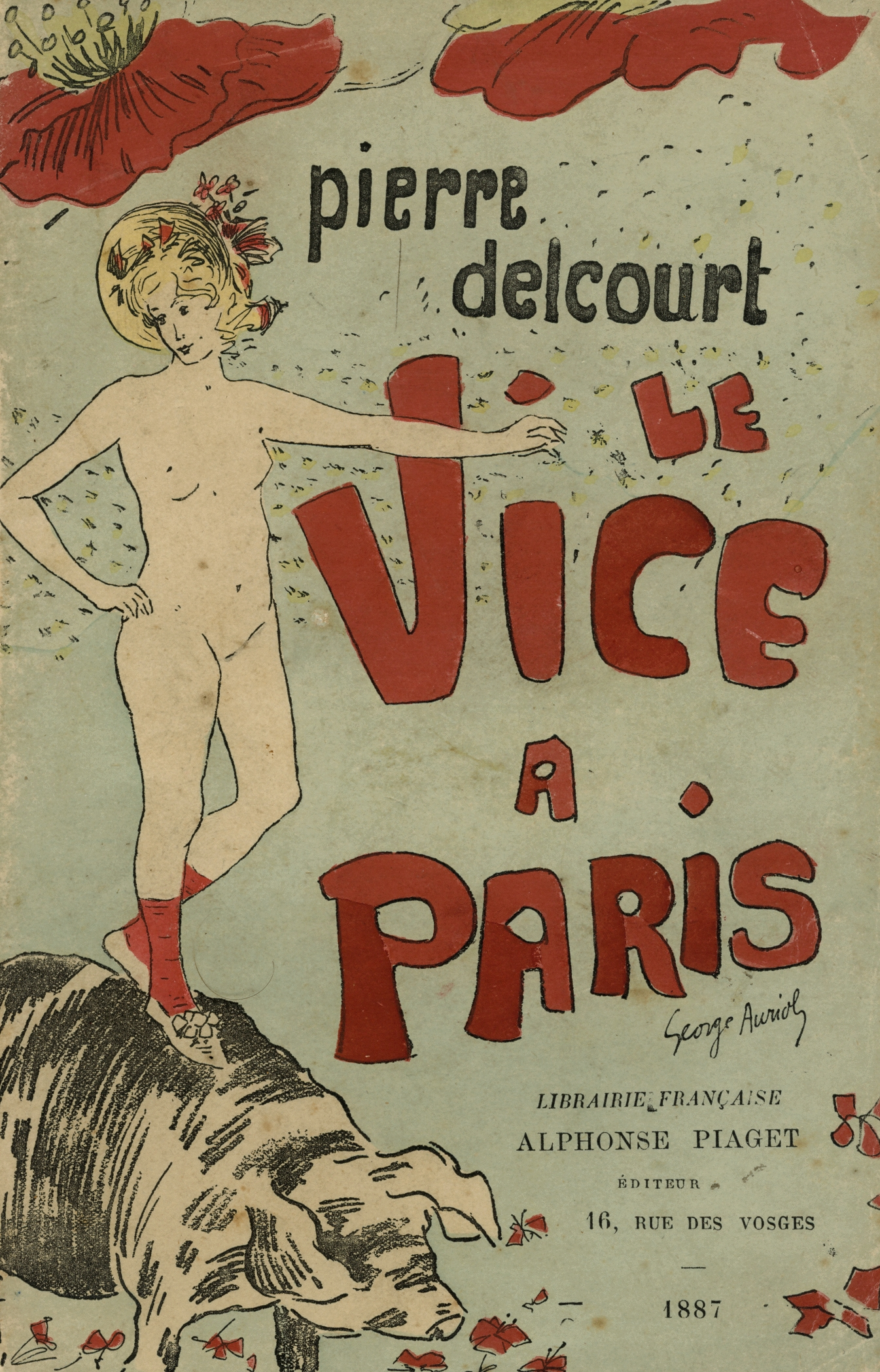
Premier plat de couverture illustrée par George Auriol pour Le Vice à Paris par Pierre Delcourt (Paris, Alphonse Piaget éditeur, 1888). La couverture porte la date de 1887.

Pierre Delcourt (né le 11 avril 1852 à Ajaccio et mort le 6 décembre 1931 à Bois-Colombes) est un journaliste, écrivain et scénariste français.

## Biographie
A dix-huit ans, au moment où il achevait ses études, il s'engagea pour la durée de la guerre franco-allemande (1870-1871) et prit part à tous les combats de l'armée du Nord. Entré un moment, à Marseille, dans l'administration, il vint, en 1873, à Paris, où il fut nommé secrétaire d'un commissariat de police.
Grâce à la protection de Paul Burani, il débuta dans la presse comme reporter à l’Événement et passait ensuite au Corsaire, où il rédigea les faits divers, et à la Tribune. Après diverses activités, il devint secrétaire d’Alexis Bouvier, en 1879.
De cette date à 1885, il collabora régulièrement à la Lanterne, puis se consacra, presque exclusivement, à la littérature. C'est surtout comme romancier qu'il s'est acquis la faveur du public. Érudit, documenté sur tous les milieux sociaux qu'il décrivit, il publia de nombreux romans appréciés du public.
Lorsque fut fondé, en 1881, le célèbre cabaret parisien Le Chat Noir, il devint un des collaborateurs les plus assidus de l'établissement ; à cette époque il fit jouer au Nouveau Cirque une pantomime intitulée Garden Party, écrite en collaboration avec Victor Meusy.
Dans un autre genre littéraire, il fit paraître près de deux cents albums pour la jeunesse, notamment les Vacances de Bébé, les Funambulesques, les Métamorphoses animées, Une Journée au château, le Grand Guignol, Tête de Bois, les Récréations instructives, Contes de grand-papa, les Transformations animées, le Mauvais Rêve, les Musiciens improvisés, les Petits Jardiniers, le Vieux tonneau vert, les Excentriques, etc.
Il a également donné, sous les pseudonymes de Paul Didier, James Bell, Pierre Koff et Hector Villette, des nouvelles, des chroniques et des romans. 
Il était membre de la Société des Gens de Lettres, du Syndicat Professionnel des Journalistes Parisiens, de l’Association des Journalistes Républicains, des Sociétés historiques et archéologiques le « Vieux Montmartre »  et le « Vexin Français » ;  il était officier de l’Instruction Publique.

## Œuvres
- Histoires fantastiques, Paris : A. Capendu éditeur, 1880  (lire en ligne)
- L'Agence Taboureau (célérité et discrétion) - J. Rouff, 1881 (lire en ligne)
- Ficelle, successeur de Taboureau, Paris : Éditions Jules Rouff, 1882 (lire en ligne)
- Le secret du juge d'instruction, Paris : C. Marpon et Flammarion, 1882 & Paris : E. Flammarion, 1893 (Lire en ligne)
- Feu Tricoche C. Marpon et E. Flammarion, Éditeurs 1883
- Le Vieux Fauteuil, paru en épisodes dans La Chronique Illustrée, 1883
- Histoire illustrée de la conquête du Tonkin, Fécamp : chez Léon Ebran, 1886
- Le dernier des Parthenay, paru en feuilleton dans La Lanterne, puis en recueil à Paris : chez J. Lévy, 1886
- Le Mariage du Sang, paru en feuilleton dans La Paix[4], 1886
- Les Robinsons français - Jouvet et cie, 1886 - Livre national-Aventures et Voyages No 269, 1929
- Thermidor , paru dans La Paix, 1886
- La Tour de Nesles, avec G. Lefaure, éditions Edinger, 1886[5]
- Les vivacités de langage dans le journalisme parisien- Librairie illustrée, 1887
- Le vol à Paris, Alphonse Piaget éditeur, 1888 (lire en ligne)
- Le vice à Paris , Alphonse Piaget éditeur, 1888 (lire en ligne)
- Ce qu'on mange à Paris , Paris : Librairie illustrée, 1889 (lire en ligne)
- Le Gardien de Nuit, paru en feuilleton dans le XIXe siècle, 1890
- Les Compagnons de Ravachol, récit authentique, d'après des documents recueillis par Pierre Delcourt et J. B., Édition René Morot, 1892 (Lire en ligne)
- L’Ébéniste de la rue du Bœuf, publié en feuilleton dans le journal lyonnais Le Nouveau Lyon, 1894
- Le Grand Flambart , paru en feuilleton dans La Lanterne, 1899
- L'Empoisonneuse, publié en feuilleton dans le journal Le Petit Fanal oranais, 1899 [6]
- La Mère Michel, Paris :  A. Capendu  éditeur, 1900  (lire en ligne)
- Le ramoneur : album à transformations, Paris : A. Capendu éditeur, 1900  (lire en ligne)
- Rêves d'amour, paru en feuilleton dans La Lanterne, 1900, puis en recueil Le livre national, 1927

## Filmographie partielle

### Comme scénariste
- 1911 : Rigadin a l'âme sensible de Georges Monca
- 1917 : Une nuit mouvementée (réalisateur anonyme)
- 1918 : La Femme de Rigadin de Georges Monca